# Cassins vlagstaartpapegaai
Cassins vlagstaartpapegaai (Prioniturus flavicans) is een vogel uit de familie Psittaculidae (papegaaien van de Oude Wereld). Het is een voor uitsterven gevoelige, endemische vogelsoort op Sulawesi. De naam verwijst naar de Amerikaanse ornitholoog John Cassin die deze vogel in 1853 voor het eerst geldig heeft beschreven.

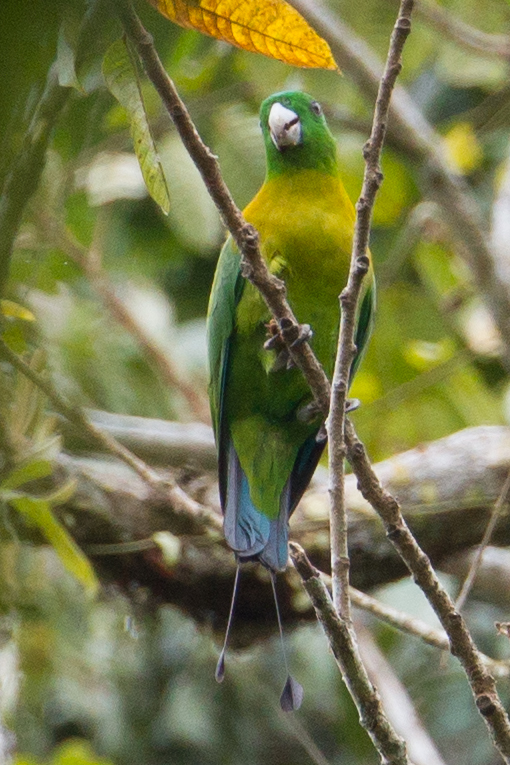

## Kenmerken
De vogel is 37 cm lang. Het is een overwegend groen gekleurde vlagstaartpapegaai. Het mannetje heeft een bleekblauwe tot grijze snavel, heeft blauw op de kruin en de nek met midden op de kruin een rode vlek. Bij het vrouwtje ontbreekt dit blauw en de rode vlek. Kenmerkend zijn de verlengde, pollepelvormige staartpennen met een donker gekleurde "vlag" aan het eind. Onvolwassen vogels hebben deze staartveren nog niet.

## Verspreiding en leefgebied
De vogel komt voor in Minahasa en nabij gelegen eilanden in het noorden van Sulawesi, waaronder de Togian-eilanden. Het leefgebied bestaat in de eerste plaats uit primair regenwoud in laagland tot 1000 m boven zeeniveau, maar de papegaaien worden ook in aangeplante bomen gezien en in heuvellandbos tot op 1900 m.

## Status
Cassins vlagstaartpapegaai heeft een beperkt verspreidingsgebied en daardoor is de kans op uitsterven aanwezig. De grootte van de populatie werd in 1998 door BirdLife International geschat op 45 duizend individuen; de populatie-aantallen nemen echter af door ontbossing waarbij natuurlijk bos wordt omgezet in gebied voor agrarisch gebruik en de aanleg van infrastructuur. Om deze redenen staat deze soort als gevoelig op de Rode Lijst van de IUCN.
Er gelden beperkingen voor de handel in deze vogel, want de soort staat in de Bijlage II van het CITES-verdrag.